# Aragua (Anzoátegui)
Aragua is een gemeente in de Venezolaanse staat Anzoátegui. De gemeente telt 35.500 inwoners. De hoofdplaats is Aragua de Barcelona.